# Charles Vane-Tempest-Stewart (7e marquis de Londonderry)
Pour les articles homonymes, voir Vane-Tempest-Stewart, Vane-Tempest, Vane (homonymie), Tempest et Stewart.
Charles Stewart Henry Vane-Tempest-Stewart, 7e marquis de Londonderry, né le 13 mai 1878 à Londres et mort le 10 février 1949 à Mount Stewart, appelé Lord Stewart jusqu'en 1884 et vicomte Castlereagh entre 1884 et 1915, est un pair et homme politique britannique. Il est surtout connu pour son mandat de secrétaire d'État de l'Air dans les années 1930 et pour sa « compréhension » de l'Allemagne nazie dans les années 1930. En 1935, il quitte le ministère de l'Air, mais reste au Cabinet en tant que Lord du sceau privé et chef de la Chambre des lords.

## Jeunesse et éducation

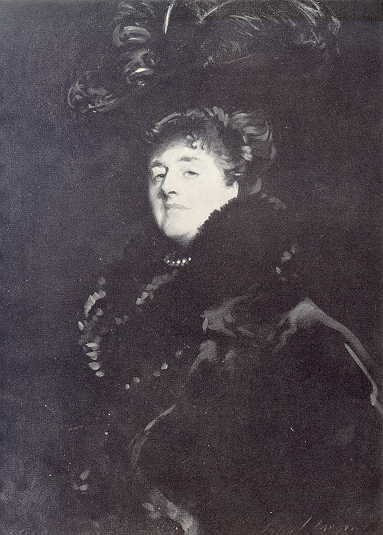
Sa mère, Theresa ('Nellie'), marquise de Londonderry, John Singer Sargent, 1912.

Fils aîné de Charles Vane-Tempest-Stewart (6e marquis de Londonderry) et de Lady Theresa Susey Helen, fille de Charles Chetwynd-Talbot (19e comte de Shrewsbury), il fait ses études au collège d'Eton et au Royal Military College de Sandhurst. La famille de son père descend des East Donegal Ulster-Scots.

## Début de carrière

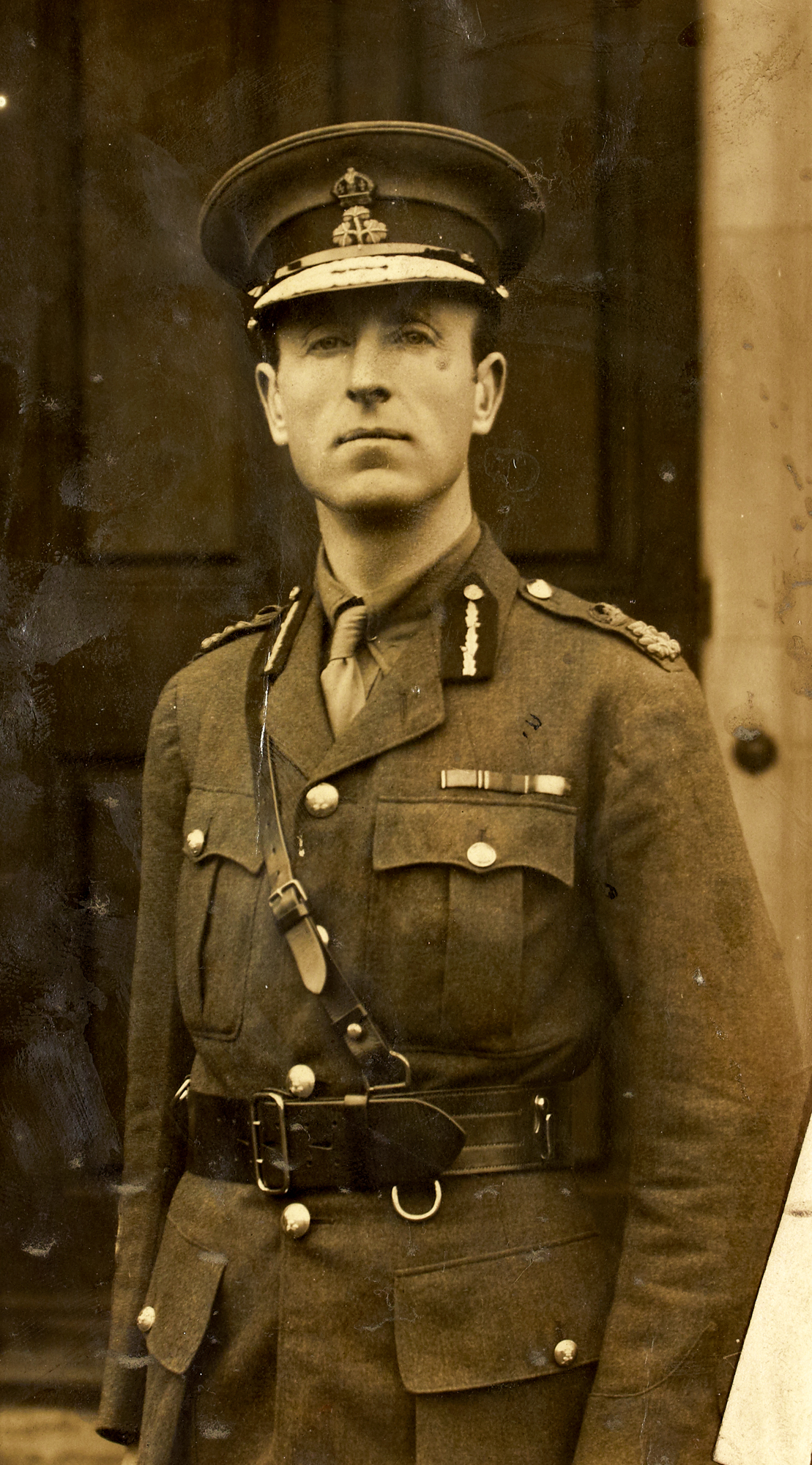
Charles (Charlie) Vane-Tempest-Stewart, 7e marquis de Londonderry.

Le 22 mai 1895, il est nommé sous-lieutenant du 2e (Seaham) Durham Artillery Volunteer Corps, un corps de la Volunteer Force attaché à la Royal Garrison Artillery (Western Division) et à l'époque commandé par son père, propriétaire des Charbonnages de Seaham dans lequel de nombreux artilleurs à temps partiel sont recrutés. Après avoir quitté Sandhurst, il entre dans les Horse Guards comme sous-lieutenant le 8 septembre 1897. Il est promu lieutenant le 30 août 1899 et nommé adjudant le 9 mai 1900.
Au début de 1901, il est nommé par le roi Édouard VII pour participer à une mission diplomatique spéciale pour annoncer l'avènement du roi aux gouvernements d'Autriche-Hongrie, de Roumanie, de Serbie et de Turquie. En août 1903, à la suite de la visite du roi en Irlande, il est nommé membre de la quatrième classe (lieutenant actuel) de l'ordre royal de Victoria, son père étant en même temps nommé grand-croix de chevalier de l'ordre. Il démissionne de son poste d'adjudant au Royal Horse Guards le 24 mars 1904 et est promu capitaine le 6 avril.
Il est ensuite poussé par ses parents à se présenter aux élections à la Chambre des communes lors des élections générales de 1906 pour Maidstone. Il conserve sa commission militaire, mais est placé sur la liste des demi-salaires à partir de janvier 1910. Sa carrière relativement infructueuse sur les banquettes arrière des unionistes est interrompue par un retour dans l'armée britannique pendant la Première Guerre mondiale.

## Première Guerre mondiale
En tant que capitaine, il se rend dans le nord de la France dans les premières semaines de la guerre et atteint Paris le 29 août 1914, après avoir été nommé Aide de camp par le général William Pulteney la veille. Bien qu'officier d'état-major, il participe immédiatement à beaucoup de combats et a cru qu'il avait tiré et tué l'un des ennemis le 2 septembre 1914. Au cours des mois suivants de 1914, il est largement témoin de la destruction de la guerre et des terribles souffrances des blessés britanniques. Il est promu au grade temporaire de major dans son ancien régiment le 1er novembre et au grade effectif le 7.
Jusqu'alors réticent à s'impliquer, comme son père, dans la politique irlandaise, la guerre le pousse à se lancer dans la cause du recrutement en Irlande. Avec la mort de son père en 1915, il cesse d'être député de Maidstone et hérite du titre de Marquis de Londonderry et de l'immense richesse et du statut qui l'accompagnent. Sa position aide sa carrière politique, notamment en Irlande, qui lui attire l'attention favorable du gouvernement britannique. En 1915, il est mentionné dans les dépêches et rejoint son régiment, le Royal Horse Guards (The Blues). Il constate en 1915 pour la première fois les effets horribles de l'attaque au gaz sur les êtres humains lors de la visite de soldats gazés lors de la première bataille d'Ypres.
En 1916, il est nommé commandant en second des Blues, qui fait partie de la 8e brigade de cavalerie. Il sert au front pendant la bataille de la Somme, témoin du massacre. Son ami le plus proche, le lieutenant-colonel Harold Brassey, présent à son mariage en 1899, est tué. Il est lieutenant-colonel par intérim du 15 décembre 1916 au 20 janvier 1917.

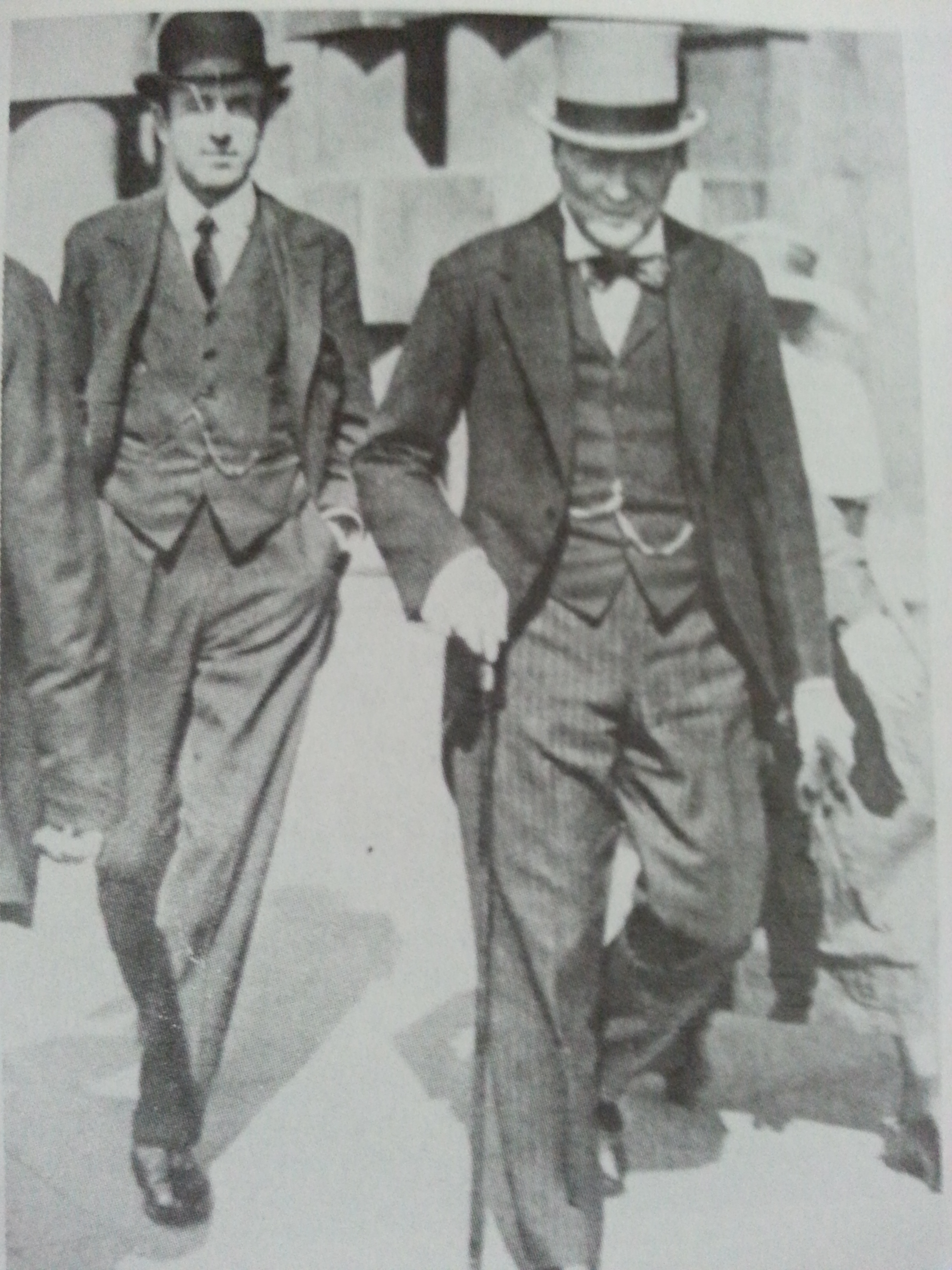
Londonderry avec son cousin Winston Churchill en 1920, en tant que sous-secrétaire d'État à l'Air.

En 1917, il prend le commandement d'un bataillon composite issu de la 8e brigade de cavalerie avec le grade de lieutenant-colonel, et les Royal Horse Guards (The Blues) participent aux attaques massives de cavalerie montée sur Monchy-le-Preux le matin du 11 avril 1917, lors de la bataille d'Arras. Monchy-le-Preux est l'une des clés de l'extrémité nord de la ligne Hindenburg. Pendant la reconnaissance de l'ennemi près de Monchy, la 8e brigade de cavalerie du GOC, le brigadier-général Charles Bulkeley-Johnson, reçoit une balle dans le visage; il est tombé avec un cri perçant, le trentième général britannique à être tué au combat ou à mourir de blessures sur le front occidental. Cela met temporairement le lieutenant-colonel Londonderry à la tête de la 8e Brigade de cavalerie pendant leur charge dans la bataille d'Arras. À Monchy, 600 cavaliers sont tués et beaucoup plus de chevaux sont morts. Il conserve de la guerre « une marque indélébile ».
Après avoir siégé à la Convention irlandaise de 1917-1918, Lord Londonderry siège au Conseil consultatif du vice-roi, réuni au château de Dublin à l'automne 1918. Promu lieutenant-colonel breveté le 7 novembre 1918, il se retire de l'armée le 10 septembre 1919 en tant que lieutenant-colonel major.
Le 13 août 1920, il est nommé colonel honoraire de la 55th Medium Brigade, Royal Garrison Artillery dans l'armée territoriale, successeur du 2e (Seaham) Durham Artillery Volunteers de son père. Il continue à jouer ce rôle jusqu'à la Seconde Guerre mondiale, après sa transformation en 63e régiment antiaérien (Northumbrian), Royal Artillery in Anti-Aircraft Command.

## Entre-deux-guerres
Il est nommé au nouveau conseil de l'Air à Westminster en 1919 par le gouvernement de coalition de l'après-guerre. Promu sous-secrétaire d'État de l'air en 1920, il est néanmoins frustré et profite de ses liens avec l'Ulster pour rejoindre le premier cabinet du gouvernement d'Irlande du Nord en juin 1921, en tant que leader du Sénat et ministre de l'Éducation. Il s'intéresse particulièrement à l'éducation et favorise la sécularisation, notamment pour mettre fin à l'enseignement catholique. Il est nommé la Commission Lynn, dirigée par Robert Lynn, pour obtenir des conseils sur l'éducation. Lynn déclare lors des auditions de la commission que ce serait un gaspillage de fonds publics d'enseigner le gaélique dans les écoles, une proposition qui est largement aussi de promouvoir l'unionisme, et conduit à un boycott catholique de la commission.
À Belfast, il soutient un gouvernement de plus en plus sectaire et défend le Premier ministre Sir James Craig. Néanmoins, la Londonderry's Education Act de 1923 reçoit peu de soutien de la part des milieux éducatifs protestants ou catholiques et est modifiée au point que son objectif, de séculariser la scolarité en Irlande du Nord, se perd.
En 1926, il démissionne du gouvernement d'Irlande du Nord et, en 1929, il quitte entièrement le Parlement d'Irlande du Nord. Il s'implique dans la grève générale de 1926, jouant le rôle d'un propriétaire de mine modéré, position facilitée pour lui par le succès relatif des mines de Londonderry dans le comté de Durham. Ses performances lui ont valu des éloges, et avec le rôle politique de premier plan de la famille, est récompensé par le Premier ministre Stanley Baldwin avec un siège au Cabinet en 1928 en tant que premier commissaire des travaux. Il est invité à rejoindre le gouvernement national par le Premier ministre Ramsay MacDonald et le lord-président Baldwin en 1931. Cela cause un scandale alors que les nombreux critiques de MacDonald accusent l'ancien chef du Parti travailliste d'être trop amical avec Lady Londonderry.
Lorsque le gouvernement national remporte l'élection générale de 1931, il revient au Cabinet en tant que secrétaire d'État à l'Air (il est titulaire d'une licence de pilote). Cette position devient de plus en plus importante au cours de son mandat, notamment en raison des délibérations de la Conférence du désarmement de la Société des Nations à Genève. En septembre 1931, le Japon s'empare de la province de Mandchourie en Chine, mettant en place l'État factice du Mandchoukouo, tout en affirmant que le reste de la Chine est dans la sphère d'influence japonaise exclusive, une interprétation à laquelle le gouvernement chinois s'oppose avec véhémence. Il estime alors que la Grande-Bretagne a besoin d'une Royal Air Force forte comme moyen de dissuader le Japon d'attaquer l'empire britannique et pour s'assurer que la Grande-Bretagne soit prête pour la guerre si les relations anglo-japonaises tournaient au pire.
Il suit la ligne équivoque du gouvernement britannique sur le désarmement, mais s'oppose au Cabinet à toute mesure qui risquerait de compromettre la valeur dissuasive de la Royal Air Force. Il est attaqué par Clement Attlee et le Parti travailliste. Au printemps 1935, il quitte le ministère de l'Air, mais reste au Cabinet en tant que Lord du sceau privé et Leader de la Chambre des lords. Combiné avec son rôle de membre éminent de la communauté anglo-allemande, il reçoit le surnom populaire de « Londonderry Herr ».
Le sentiment de douleur ressentie par Lord Londonderry et les accusations d'avoir trompé Baldwin sur la force de la Luftwaffe de l'Allemagne nazie, l'ont amené à chercher à effacer sa réputation de « belliciste » en s'engageant dans une sorte de diplomatie amateur. L'historien britannique Richard Griffiths fait une distinction entre les apaiseurs, un terme qu'il réserve aux responsables gouvernementaux qui croyaient à l'apaisement avec les pays de l'Axe pour diverses raisons, dont beaucoup sont assez pragmatiques, et les passionnés de l'Allemagne nazie, généralement pour des raisons idéologiques. Griffins définit Londonderry comme un passionné de l'Allemagne nationale-socialiste, au lieu d'un apaisant, en notant qu'après juin 1935, Londonderry parle surtout pour lui-même lorsqu'il cherche la compagnie des dirigeants du Troisième Reich. Il rejoint l'Anglo-German Fellowship, une société qui cherchait à réunir des élites de Grande-Bretagne et d'Allemagne dans le but de forger une alliance anglo-allemande.
Dans le cadre de son activité en tant que diplomate amateur, il rencontre Hitler, Hess, Goering, Himmler, von Papen et d'autres hauts responsables du gouvernement allemand. Entre janvier 1936 et septembre 1938, il fait six visites en Allemagne, la première dure trois semaines, mais une septième invitation acceptée pour mars 1939 est brusquement déclinée par Londonderry après l'occupation de Prague par l'Allemagne. À partir du début de 1936, les déclarations publiques de Londonderry sur le Troisième Reich deviennent admiratives et sympathiques. En mars 1936, Leopold von Hoesch, ambassadeur d'Allemagne à Londres, qualifie Londonderry, dans un rapport à Berlin, de « l'un de ceux sur lesquels le gouvernement allemand s'est appuyé pour obtenir de bonnes opinions ». Dans le cadre de sa diplomatie amateur, Londonderry invite en 1936 Ribbentrop, ambassadeur d'Allemagne à la Cour de Saint-James, plus tard en tant que ministre allemand des Affaires étrangères, à deux visites dans les principales maisons ancestrales du marquis en Irlande du Nord et en Angleterre. Ils sont venus à Mount Stewart du 29 mai au 2 juin et se sont rendus au Wynyard Hall du 13 au 17 novembre et pour des réunions d'information ultérieures avec des représentants du gouvernement à Londres.
Lors des deux premières visites, avant l'abdication d'Édouard VIII, que les nazis considéraient comme un partisan, Londonderry est considéré par Hitler comme un aristocrate ayant une réelle influence. Le respect amical dans lequel Londonderry est reçu à Berlin se reflétait dans le fait qu'Hitler informait de manière indiscrète son invité, en octobre 1936, de ses projets en Tchécoslovaquie et en Pologne, des années avant que deux invasions ne se produisent.
Bien que Londonderry ait immédiatement transmis cette information concernant la direction future indiquée de la politique allemande par Hitler à un membre du gouvernement britannique par une lettre à Lord Halifax le 24 décembre 1936, le réarmement n'a pas été notablement accéléré en Grande-Bretagne.

## La disgrâce
Attaqué par les antinazis à l'intérieur et à l'extérieur de Westminster, Lord Londonderry tente d'expliquer sa position en publiant Nous-mêmes et l'Allemagne en mars 1938. Puis, après les accords de Munich, en octobre 1938, Londonderry écrit dans une lettre qu'il est conscient qu'Hitler « revenait progressivement aux théories qu'il avait développées en prison », lorsqu'il travaillait sur Mein Kampf. Les propos de Londonderry sont ouvertement antisémites, déclarant : « Je n'ai pas beaucoup d'affection pour les Juifs... il est possible de retracer leur participation à la plupart des troubles internationaux qui ont causé tant de ravages dans différents pays ».

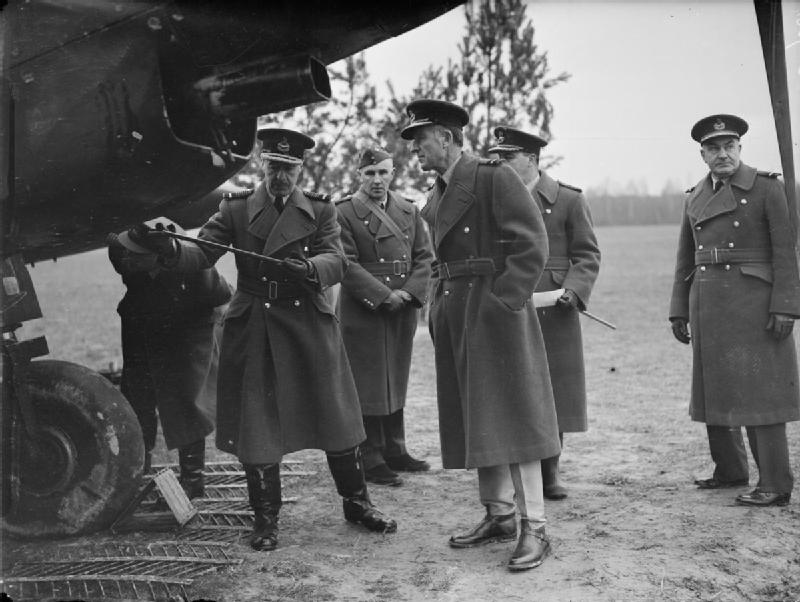
Décembre 1939 : le commodore de l'air honoraire Lord Londonderry (au centre) regarde le maréchal en chef de l'Air Sir Cyril Newall, chef d'état-major de la Force aérienne, inspecter un avion en France.

Après avoir joué un rôle marginal dans la démission de Chamberlain en tant que Premier ministre en 1940, il ne réussit pas à gagner la faveur du nouveau Premier ministre, Winston Churchill (son cousin au second degré). Absent pendant la guerre, il écrit ses mémoires, Wings of Destiny (1943), un livre relativement court qui est considérablement attaqué par certains de ses anciens collègues.
Lord Londonderry est Lord Lieutenant de Down entre 1915 et 1949 et Lord Lieutenant de Durham entre 1928 et 1949 et chancelier de l'université de Durham et de l'université Queen's de Belfast. Il est maire de Durham pendant l'année du couronnement de George VI (1937). Il est admis au Conseil privé d'Irlande en 1918 et au Conseil privé britannique en 1925 et nommé chevalier de la jarretière en 1919.

## Famille
Le 28 novembre 1899, Lord Londonderry épouse Edith Helen Chaplin, fille aînée d'Henry Chaplin (1er vicomte Chaplin), et Florence Sutherland-Leveson-Gower (elle-même fille de George Sutherland-Leveson-Gower (3e duc de Sutherland)) à l'église St Peter's, Eaton Square et ont : 
- Maureen Helen Vane-Tempest-Stewart (1900-1942), qui épouse en 1920 Oliver Stanley et a des enfants,
- Robin Vane-Tempest-Stewart (8e marquis de Londonderry) (1902–1955),
- Lady Margaret Frances Anne Vane-Tempest-Stewart (1910–1966), qui épouse en 1934 (div. 1939) Frederick Alan Irving Muntz et en 1952 (div) 1958 en tant que sa troisième épouse, Hugh Falkus (en) (1917–1996),
- Helen Maglona Vane-Tempest-Stewart (1911–1986), qui épouse en 1935 Edward Jessel (2e baron Jessel),
- Mairi Elizabeth Vane-Tempest-Stewart (1921-2009), qui épouse en 1940 (div. 1958) Derek William Charles Keppel, vicomte Bury (1911-1968), fils aîné de Walter Keppel (9e comte d'Albemarle).

Lord Londonderry a une fille illégitime avec l'actrice Fannie Ward, nommée Dorothé Mabel Lewis [née en 1900]. Elle épouse en 1918, un neveu du magnat des mines Barney Barnato, Jack Barnato, décédé d'une pneumonie peu de temps après leur mariage. Elle se remarie en 1922, avec Terence Plunket, 6e baron Plunket, et a trois fils : Patrick Plunket, 7e baron Plunket, Robin Plunket, 8e baron Plunket et Shaun Plunket. Lord et Lady Plunket sont tués dans un accident d'avion en Californie en 1938.
Ayant subi un accident vasculaire cérébral après un accident de vol plané quelques années après la fin de la guerre, Lord Londonderry meurt le 10 février 1949 à Mount Stewart, dans le comté de Down, à l'âge de 70 ans.